# نادي الفتح موسم 2011–12
شاركَ نادي الفتح في دوري المحترفين السعودي 2011–12 حيثُ خاض 26 مباراةً نجحَ خلالها في حصدِ 37 نقطة وهو ما مكّنه من احتلال المركز السادس خلفَ نادي الاتحاد الذي حلَّ خامسًا برصيدِ 37 نقطة أيضًا في حين حلَّ نادي الاتفاق رابعًا برييدِ 47 نقطة.

## نظرة عامّة
| المنافسة       | أول مباراة          | آخر مباراة          | الدور الافتتاحي | المركز النهائي | السجل | السجل | السجل | السجل | السجل | السجل | السجل | السجل   |
| المنافسة       | أول مباراة          | آخر مباراة          | الدور الافتتاحي | المركز النهائي | لعب   | ف     | ت     | خ     | له    | عليه  | ف.أ.  | الفوز % |
| -------------- | ------------------- | ------------------- | --------------- | -------------- | ----- | ----- | ----- | ----- | ----- | ----- | ----- | ------- |
| دوري المحترفين | 9 أيلول/سبتمبر 2011 | 18 نيسان/أبريل 2012 | الجولة الأولى   | المركز السادس  | 26    | 8     | 7     | 11    | 37    | 41    | −4    | 030٫77  |
| كأس الملك      | –                   | –                   | –               | –              | 0     | 0     | 0     | 0     | 0     | 0     | +0    | —       |
| المجموع        | المجموع             | المجموع             | المجموع         | المجموع        | 26    | 8     | 7     | 11    | 37    | 41    | −4    | 030٫77  |

المصدر: المنافسات

### حصيلة النتائج
| الفريق ╲ الجولة | 1 | 2 | 3 | 4 | 5 | 6 | 7 | 8 | 9 | 10 | 11 | 12 | 13 | 14 | 15 | 16 | 17 | 18 | 19 | 20 | 21 | 22 | 23 | 24 | 25 | 26 |
| --------------- | - | - | - | - | - | - | - | - | - | -- | -- | -- | -- | -- | -- | -- | -- | -- | -- | -- | -- | -- | -- | -- | -- | -- |
| نادي الفتح      | D | D | L | W | D | L | L | L | W | W  | L  | D  | W  | D  | W  | W  | L  | W  | D  | W  | W  | L  | L  | L  | D  | L  |

#### ملخص النتائج
| شامل | شامل | شامل | شامل | شامل | شامل | شامل | شامل | على أرضه | على أرضه | على أرضه | على أرضه | على أرضه | على أرضه | خارج أرضه | خارج أرضه | خارج أرضه | خارج أرضه | خارج أرضه | خارج أرضه |
| لعب  | ف    | ت    | خ    | أ.ل  | أ.ع  | ف.أ  | ن    | ف        | ت        | خ        | أ.ل      | أ.ع      | ف.أ      | ف         | ت         | خ         | أ.ل       | أ.ع       | ف.أ       |
| ---- | ---- | ---- | ---- | ---- | ---- | ---- | ---- | -------- | -------- | -------- | -------- | -------- | -------- | --------- | --------- | --------- | --------- | --------- | --------- |
| 26   | 9    | 7    | 10   | 37   | 41   | −4   | 34   | 5        | 4        | 4        | 16       | 21       | −5       | 4         | 3         | 6         | 21        | 20        | +1        |

## دوري المحترفين

### معلومات عامّة
بداية الموسم
كانت بداية الموسم الكرويّ الجديد بالنسبة لنادي الفتح سيّة إلى حدٍ بعيدٍ، فمن أصل 10 مبارياتٍ خاضها حقّق الفتحُ 3 انتصارات فقط وتعادل في ثلاث مباريات أيضًا بينما خسر أربعًا أخرى.
تعادلَ الفتح في الجولة الأولى من الدوري والتي أُقميت في التاسع من أيلول/سبتمبر 2011 في ملعب الأمير عبد الله بن جلوي بالأحساء أمام نجران بهدفين لمثلهما، ثمّ تعادل في الجولة الثالثة تعادلًا سلبيًا أمام الرائد بعدما أُجّلت الجولة الثانيّة إلى حين. أول انتصارٍ للنادي الفتحاوي كان أمامَ النصر في الجولة الرابعة في الرياض حينما سقط بهدفين مقابل واحد، تلاه سقوطٌ مدوّي وكبير أمام القادسية بـ 6 – 1 في إطار مباريات الجولة الخامسة من دوري المحترفين.
حاول الفتح تدارك نتائجه السلبيّة التي سجّلها في الجولة الماضيّة، فنجحَ في الخروج بنقطة ثمينة – هي الثالثة له في الدوري – من أمام الأهلي حينما تعادل معه بهدفين لمثلهما، لكنّه عاد لدوامة النتائج السلبييّة حينما سقطَ في الدمام أمام الاتفاق بهدف نظيف، ثمّ خسر أمام هجر بـ 4 – 2، أعقبها خسارةٌ ثالثةٌ أمام الشباب بهدفٍ نظيف أيضًا في الأحساء. نجح الفتح في تحقيقِ فوزٍ ثانٍ له وكان على الاتحاد في معقل هذا الأخير في الثاني والعشرين من تشرين الثاني/نوفمبر 2011 في إطارِ مباراة مؤجّلة عن الجولة الثانيّة من الدوري، كما حقّق فوزًا هو الثالت له في الدوري والثاني على التوالي وكان أمام الأنصار في المدينة المنورة بثلاثية نظيفة.
نجحَ الفتحُ إذن في حصدِ 12 نقطة من أصل 30 ممكنة بعدما خاض 10 مباريات في الدوري وهو ما جعلهُ يحتلُّ مركزًا متأخرًا في جدول ترتيب الدوري ولو مؤقتًا.
منتصف الموسم
خسر الفتح أمام الهلال في معقلِ هذا الأخير بـ 3 – 2 في مباراةٍ مثيرةٍ كان قريبًا فيها من تحقيقِ تعادلٍ مهم، ثمّ تعادل في الجولة المواليّة أمامَ التعاون في بريدة بـ 3 – 3، ثمّ انتصر على الفيصلي، لكنّه عاد للتعادل السّلبي أمام نجران، قبل أن يُحقّق انتصارين على التوالي: أولٌ على الاتحاد (2 – 3) والثاني على الرائد (1 – 2). نجح الفتح في آخر ستّ مبارياتٍ له في تسجيل 12 هدفًا بينما تلقّت شباكه 10 أهداف في سلسلة مباريات شهدت غزارة تهديفيّة.
تعثر الفتح أمام النصر في الجولة السابعة عشر حينما خسر بهدفٍ نظيفٍ، لكنّه عاد لتدارك الأمور حينما حقّق انتصارًا مهمًا على القادسية في الخبر بهدفين مقابل واحد، قبل أن يُحقّق نقطة تعادل ثمينة أخرى من أمام الأهلي في المباراة التي انتهت بـ 3 – 3، واختتم الفتح مشواره الجيّد في منتصف الدوري عبر فوزٍ في الجولة العشرين على الاتفاق (2 – 1).
من أصل 10 مباريات لعبها الفتح في منتصف الدوري، انتصرَ في خمسٍ وتعادل في ثلاثٍ بينما خسر مبارتين أمام كلٍ من الهلال والنصر. حقّق الفتح خلال هذه الفترة 18 نقطة وهو ما مكّنه من الارتقاء في سلّم ترتيب الدوري نحو المراكز الستّ الأولى.
نهاية الموسم
بدأ الفتح الجولة الحادية والعشرين بانتصار مهمٍّ على نادي هجر مكّنه من مواصلة سلسلة نتائجه الإيجابيّة، لكنّه سقط في الجولة الثانية والعشرين أمام الشباب بهدفٍ نظيفٍ، ثم استقبل ضيفًا ثقيلًا هو الهلال في الأحساء وتعرّض حينها لخسارة قاسيّة تمثلت في خماسيّة نظيفة، وتلاها خسارةٌ هي الثالثة على التوالي في الدوري وكانت هذه المرة أمام الأنصار في المدينة المنورة بهدفين مقابل واحد.
حاول الفتح تدارك الأمر في الجولة ما قبل الأخيرة لكنّه اكتفى بنقطةٍ وحيدةٍ كسبها بعد التعادل السلبي أمام التعاون في ملعب الأمير عبد الله بن جلوي. انتقل بعدها الفتح للمجمعة لملاقاة الفيصلي وهناك تعرّض لخسارةٍ (1 – 0) جمّدت رصيده في 37 نقطة مُحتلًا بذلك المركز السادس في جدول الترتيب النهائي لدوري المحترفين موسم 2011–12.

### قائمة المباريات
هذه قائمةٌ بمباريات نادي الفتح في موسمهِ الكرويّ 2011–12 في إطارِ مباريات دوري المحترفين السعودي:
| 9 سبتمبر 2011 1 | الفتح | 2 – 2 | نجران | الأحساء                              |
| 17:30           |       |       |       | الملعب: ملعب الأمير عبد الله بن جلوي |

| 22 سبتمبر 2011 3 | الفتح | 0 – 0 | الرائد | الأحساء                              |
| 17:20            |       |       |        | الملعب: ملعب الأمير عبد الله بن جلوي |

| 30 سبتمبر 2011 4 | النصر | 1 – 2 | الفتح | الرياض                        |
| 17:10            |       |       |       | الملعب: ملعب الملك فهد الدولي |

| 14 أكتوبر 2011 5 | الفتح | 1 – 6 | القادسية | الأحساء                              |
| 16:55            |       |       |          | الملعب: ملعب الأمير عبد الله بن جلوي |

| 21 أكتوبر 2011 6 | الفتح | 2 – 2 | الأهلي | الأحساء                              |
| 16:50            |       |       |        | الملعب: ملعب الأمير عبد الله بن جلوي |

| 28 أكتوبر 2011 7 | الاتفاق | 1 – 0 | الفتح | الدمام                          |
| 16:50            |         |       |       | الملعب: ملعب الأمير محمد بن فهد |

| 01 نوفمبر 2011 8 | هجر | 4 – 2 | الفتح | الهفوف                                              |
| 15:45            |     |       |       | الملعب: ملعب مدينة الأمير عبد الله بن جلوي الرياضية |

| 18 نوفمبر 2011 9 | الفتح | 0 – 1 | الشباب | الأحساء                              |
| 15:35            |       |       |        | الملعب: ملعب الأمير عبد الله بن جلوي |

| 22 نوفمبر 2011 2 | الاتحاد | 1 – 2 | الفتح | جدة                                   |
| 15:15            |         |       |       | الملعب: مدينة الملك عبد الله الرياضية |

| 26 نوفمبر 2011 10 | الفتح | 3 – 0 | الأنصار | المدينة المنورة                                  |
| 15:35             |       |       |         | الملعب: مدينة الأمير محمد بن عبد العزيز الرياضية |

| 02 ديسمبر 2011 11 | الهلال | 3 – 2 | الفتح | الرياض                         |
| 11:05             |        |       |       | الملعب: استاد جامعة الملك سعود |

| 09 ديسمبر 2011 12 | التعاون | 3 – 3 | الفتح | بريدة                                 |
| 11:15             |         |       |       | الملعب: مدينة الملك عبد الله الرياضية |

| 15 ديسمبر 2011 13 | الفتح | 2 – 1 | الفيصلي | الأحساء                              |
| 10:50             |       |       |         | الملعب: ملعب الأمير عبد الله بن جلوي |

| 30 ديسمبر 2011 14 | نجران | 0 – 0 | الفتح | نجران                    |
| 11:40             |       |       |       | الملعب: ملعب جامعة نجران |

| 04 يناير 2012 15 | الفتح | 3 – 2 | الاتحاد | الأحساء                              |
| 15:50            |       |       |         | الملعب: ملعب الأمير عبد الله بن جلوي |

| 12 يناير 2012 16 | الرائد | 1 – 2 | الفتح | بريدة                                 |
| 11:35            |        |       |       | الملعب: مدينة الملك عبد الله الرياضية |

| 18 يناير 2012 17 | الفتح | 0 – 1 | النصر | الأحساء                              |
| 16:00            |       |       |       | الملعب: ملعب الأمير عبد الله بن جلوي |

| 02 فبراير 2012 18 | القادسية | 1 – 2 | الفتح | الخبر                                      |
| 16:10             |          |       |       | الملعب: مدينة الأمير سعود بن جلوي الرياضية |

| 07 فبراير 2012 19 | الأهلي | 3 – 3 | الفتح | جدة                                   |
| 16:15             |        |       |       | الملعب: مدينة الملك عبد الله الرياضية |

| 27 فبراير 2012 20 | الفتح | 2 – 1 | الاتفاق | الأحساء                              |
| 16:20             |       |       |         | الملعب: ملعب الأمير عبد الله بن جلوي |

| 03 مارس 2012 21 | الفتح | 1 – 0 | هجر | الأحساء                              |
| 16:25           |       |       |     | الملعب: ملعب الأمير عبد الله بن جلوي |

| 15 مارس 2012 22 | الشباب | 1 – 0 | الفتح | الرياض                          |
| 16:25           |        |       |       | الملعب: ملعب الأمير فيصل بن فهد |

| 29 مارس 2012 24 | الفتح | 0 – 5 | الهلال | الأحساء                              |
| 17:30           |       |       |        | الملعب: ملعب الأمير عبد الله بن جلوي |

| 04 أبريل 2012 23 | الأنصار | 2 – 1 | الفتح | المدينة المنورة                                  |
| 17:30            |         |       |       | الملعب: مدينة الأمير محمد بن عبد العزيز الرياضية |

| 08 أبريل 2012 25 | الفتح | 0 – 0 | التعاون | الأحساء                              |
| 17:35            |       |       |         | الملعب: ملعب الأمير عبد الله بن جلوي |

| 18 أبريل 2012 26 | الفيصلي | 1 – 0 | الفتح | المجمعة                        |
| 17:40            |         |       |       | الملعب: مدينة المجمعة الرياضية |

### إحصائيات
- سجّل الفتح 37 هدفًا (بمعدل 1.42 في كلّ مباراة) بينما تلقّت شباكه 41 هدفًا (بمعدل 1.57 في كل مباراة).
  - سجّل الفتح 16 هدفًا في المباريات التي خاضها على أرضيّة ملعبه بينما تلقَّى 21 هدفًا.
  - سجّل الفتح 21 هدفًا خارج دياره وتلقَّى في مقابل ذلك 20 هدفًا.
- خسر الفتح أربع مباريات على التوالي في مناسبتين، كانت الأولى من الجولة السابعة حتى التاسعة، والثانيّة من الجولة الثانية والعشرين حتى الرابعة والعشرين.
  - فشل الفتح في تحقيقِ ثلاث انتصارات على التوالي، لكنَه حقّق في المقابل انتصارين على التوالي في ثلاث مناسبات.
- أكبر انتصارٍ حقّقه نادي الفتح في الموسم الكرويّ 2011–12 كان على حسابِ نادي الأنصار بثلاثية نظيفة في الجولة العاشرة من الدوري.
  - أكبر خسارة تعرّض لها الفتح في الدوري كانت في الجولة الخامسة حينما اكتُسح من قِبل القادسية بستّ أهداف مقابل واحد، كما خسر في الجولة الرابعة والعشرين أمام الهلال بخماسية نظيفة.